# Tadesse Werede Tesfay
Tadesse Werede Tesfay (n. 13 de julio de 1958) es un militar etíope con rango de teniente general. Desde julio de 2011 es comandante de la Fuerza Provisional de Seguridad de las Naciones Unidas para Abyei. Además de su dilatada trayectoria militar en las Fuerzas Armadas de Etiopía, lo cual le ha llevado a ocupar destacados cargos dentro del ejército, Tadesse Werede posee una Maestría en Administración de Negocios (MBA) y un máster sobre seguridad.
Tadesse Werede Tesfay está casado y tiene cuatro hijos.